# M11-es főút (Oroszország)
Az M11-es főút Oroszország díjköteles autópályája, melyet teljes hosszában 2019. november 27-én adtak át a forgalomnak, az utolsó szakaszt ezen a napon nyitotta meg  Putyin elnök. Ekkor jelentették be, hogy az út a Néva (Нева) nevet kapta; az átadás előtt általában „Moszkva–Szentpétervár” gyorsforgalmi út (oroszul: скоростная автомобильная дорога М-11 «Москва - Санкт-Петербург») néven írtak róla. 

## Ismertetése
Az útpálya északnyugat felé haladva Moszkva és Szentpétervár között létesít a korábbinál jóval gyorsabb és biztonságosabb kapcsolatot. A moszkvai körgyűrűtől (MKAD) a szentpétervári körgyűrűig (KAD) tart, teljes hossza 684 km (korábbi adatok szerint 669 km). A Moszkvai-, a Tveri-, a Novgorodi- és a Leningrádi területen halad keresztül.
Nyomvonala az eddigi, ingyenes M10-es „Rosszija”  főúttal párhuzamos, de csaknem az összes várost és falut elkerüli. A régi M10-est hat helyen keresztezi (eltérő szintben), amelyhez le- és felhajtó utakkal kapcsolódik.
A „két főváros” közötti útpálya összes szakasza – talán a tveri kivételével – díjköteles. Átadásával a korábbi 12 órás menetidő 6 órára csökkenhet. A pálya megnyitásakor 110 km-es volt az engedélyezett maximális sebesség, de ezt várhatóan 130 km-esre emelik. 
Az útpálya állami és magáncégek vegyes beruházásában készült. Építése 2010 óta tartott és nyolc szakaszban folyt, szakaszonként önálló befektetési projekt alapján. A munkát számos buktató, konfliktus hátráltatta, de az M10-es – továbbra is nyitott és díjmentes – autóút már annyira telítődött, hogy új, biztonságos és korszerű útra mindenképpen szükség volt.

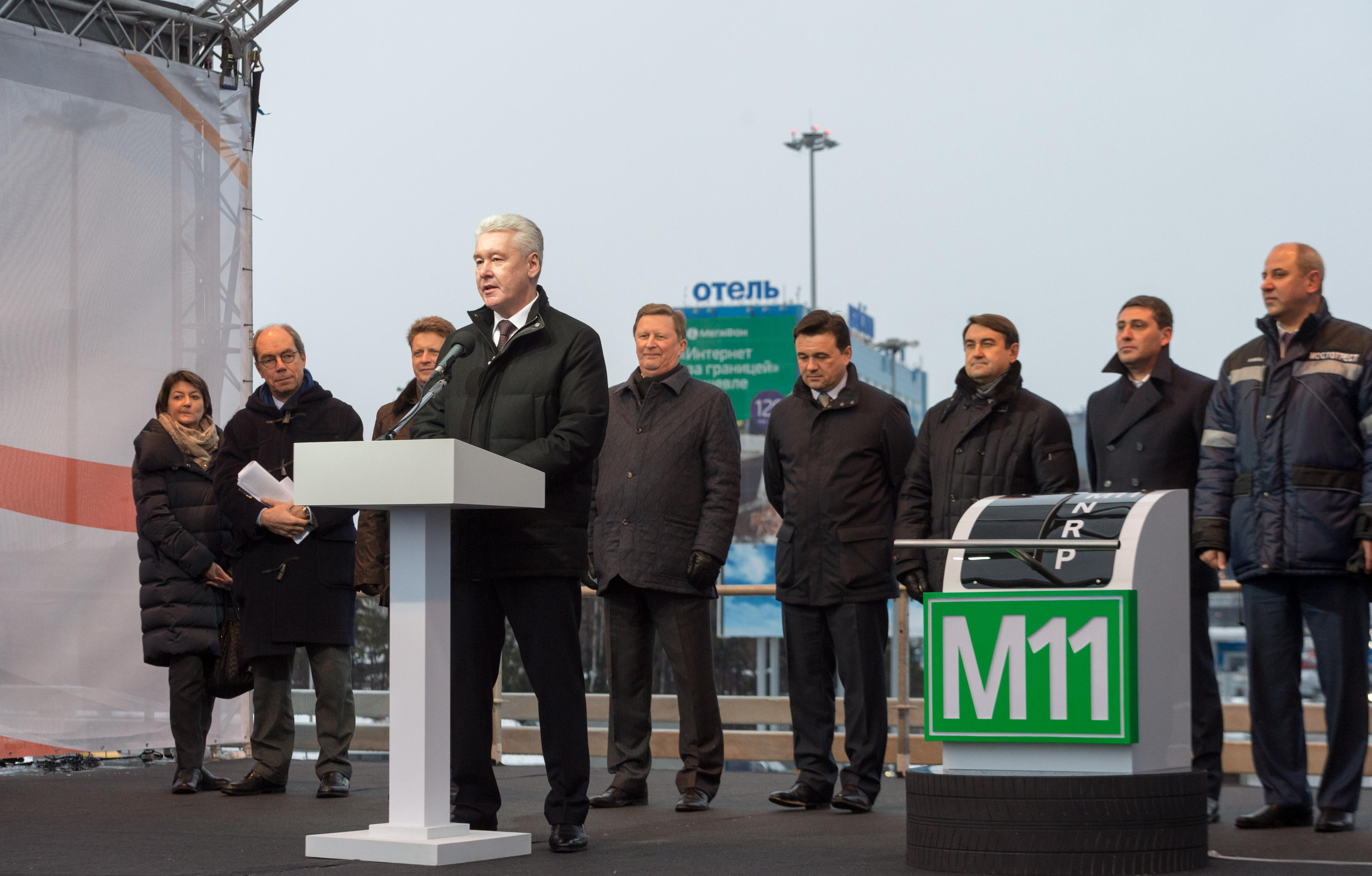
Az M-11-es első szakaszának ünnepélyes átadása 2014. december 24-én

Az első szakaszt 2014 végén, a hetedikként elkészült szakaszt 2019. szeptember 3-án nyitották meg a forgalom előtt. November közepére a nyolcadik szakasz építése is befejeződött, így a hónap végén az útvonal teljes hosszában megnyílt a forgalom számára, – a tveri elkerülőút kivételével. Az útpálya átadása után a Tvert elkerülő útszakasz az építkezés ún. második ütemében készül el. A terv szerint teljes kiépítésekor az út Moszkvától Tverig 8 forgalmi sávos lesz, Tvertől 6 sávos, majd több mint 200 km-en át 4 sávos, végül Velikij Novgorodtól ismét 6 sávosra bővül. A Tvert délről elkerülő 62 km hosszú út építését legkorábban 2021 közepén kezdik el.